# Катје
Катје (фр. Captieux) насеље је и општина у југозападној Француској у региону Аквитанија, у департману Жиронда која припада префектури Лангон.
По подацима из 2011. године у општини је живело 1380 становника, а густина насељености је износила 11,56 становника/km². Општина се простире на површини од 119,33 km². Налази се на средњој надморској висини од 95 метара (максималној 136 m, а минималној 69 m).

## Демографија
| 1962. | 1968. | 1975. | 1982. | 1990. | 1999. | 2011. |
| ----- | ----- | ----- | ----- | ----- | ----- | ----- |
| 1.358 | 1.646 | 1.669 | 1.742 | 1.707 | 1.503 | 1.380 |

График промене броја становника у току последњих година